# Отейру-да-Кабеса
Отейру-да-Кабеса (порт. Outeiro da Cabeça)  —  район (фрегезия) в Португалии,  входит в округ Лиссабон. Является составной частью муниципалитета Торриш-Ведраш. По старому административному делению входил в провинцию Эштремадура. Входит в экономико-статистический  субрегион Оэште, который входит в Центральный регион. Население составляет 932 человека на 2001 год. Занимает площадь 7,02 км².